# 結婚に一番近くて遠い女
『結婚に一番近くて遠い女』（けっこんにいちばんちかくてとおいおんな）は、2015年3月6日に日本テレビ系列で放送された日本の単発スペシャルテレビドラマである。『金曜ロードSHOW!』で放送された特別ドラマ企画である。

## 概要
「ブス」「美人」女性はこの2つの言葉で人生を左右される。ただし、歩く道筋の幸不幸は誰にもわからない。
このドラマのヒロインは「ブス」のカテゴリーに入る、ウエディングプランナーである。幼少期からの外見のコンプレックスを抱えつつ、他人の幸せのために、持ち前の陽気さで結婚式場を奔走する活躍譚である。

## キャスト
結婚式場「トゥルー・ラブ・ブライダル」
- 別府すみれ（ウエディングプランナー）：イモトアヤコ
- 橘宗一郎（新任社長・経営者一族出身）：城田優
- 梅宮瞳（支配人）：ともさかりえ
- 須藤ユリ（ウエディングプランナー・すみれの後輩）：新川優愛

すみれの家族
- 別府哲郎（父）：草刈正雄
- 別府さくら（母・故人）：奥貫薫

関係者
- 佐藤カンナ（新婦・すみれの高校時代の親友）：佐々木希（高校生期：富山えり子）
- 鈴木祐介（新郎）：和田正人
- 藤枝美栄子（宗一郎の思い人）：稲森いずみ

その他
- 居酒屋店員（スーパーエキストラ）：劇団ひとり、椿鬼奴
- 冒頭部の修羅場の新郎新婦：金井勇太、野村麻純
- 宗一郎の両親：山口いづみ、小倉一郎
- 須藤虎雄（宗一郎の許婚の父）：山田明郷
- 少女時代のすみれを振った男児：出井絢翔（幼少期）、須田琉雅（小学生期）、中野魁星（小学生期）、相馬眞太（中学生期）
- 松岡（すみれの高校時代の思い人）：中山龍也
- ビル建築現場の警備員：武田幸三
- 曽田茉莉江、井上肇、砂川禎一郎、藤白すみれ、川瀬佐知、大森輝順、メクダシカリル

## スタッフ
- 脚本監修：遊川和彦
- 脚本：塩塚夢
- 演出：星田良子
- 音楽：窪田ミナ
- ウエディング協力：ライフランド、ラ・フォレスタ・ディ・マニフィカ
- 特殊メイク：藤原カクセイ
- 技術協力：NiTRo
- 美術協力：日テレアート
- 音響効果：スポット
- チーフプロデューサー：伊藤響
- プロデューサー：高明希、大森美孝（AXON）
- 制作協力：日テレアックスオン
- 製作著作：日本テレビ

## 備考
- イモトの『金曜ロード』出演ドラマは、2014年2月28日放送の『最高のおもてなし』（20:54 - 22:54）以来1年1週間振り。また『最高のおもてなし』の時は、イモトが司会を務める直前番組『ネプ&イモトの世界番付』2時間SP（19:00 - 20:54）との接続はステブレレスだったが、今回も『世界番付』2時間SPとの接続は、『世界番付』を21:00まで拡大してステブレレス接続だった。